# 人造人間キカイダー The Novel
『人造人間キカイダー The Novel』（じんぞうにんげんキカイダー ザ・ノベル）は、角川書店から2013年7月25日に刊行された小説。著者は松岡圭祐。表紙絵は村枝賢一。

## あらすじ
震災後の日本。世界的なロボット工学の権威である光明寺博士が、突如として失踪する。企業ダークは彼を誘き出すべく、子供達に追手を差し向ける。ある日、娘であるミツコの前に警察を名乗る男達が現れ、彼女を連行しようとする。その時、どこからともなくギターの音色が聞こえてきて…。

## 概要
東映とともに映画『キカイダー REBOOT』を製作しているKADOKAWAから、映画公開の10か月前に文庫で発売された。同映画の他、旧テレビシリーズ、原作漫画等、過去のキカイダー関連作品を基に、舞台を現代にアレンジし小説化している。特撮番組のノベライゼーションにみられるような脚本家の副業や新人ライターによる執筆ではなく『探偵の探偵』『万能鑑定士Q』シリーズ等で知られる小説家松岡圭祐を起用することで、420ページの厚みを持つ豊かな文体の濃厚なハードSF叙事詩となった。
テレビシリーズ『人造人間キカイダー』主演の伴大介は「ジローを現代に甦らせた本書は新たな伝説になると思います」と評し、映画『キカイダー REBOOT』主演の入江甚儀は「キカイダーの存在をより近くに感じられるストーリー」と評している 。山本弘は著書『世界が終わる前に BISビブリオバトル部』を通じ「見事に現代的に」「細部までSF考証されてい」ると評した。文芸書評家のタカザワケンジは「当代の人気作家が再構築したもう一つのキカイダー」「現代の科学的知見をふんだんに盛り込み、裏付けに使うと言う心遣いがニクい」と評している。

## 登場人物
ジロー/キカイダー
決め台詞は「機械的に行こうか」。七分丈の黒いテーラード・ジャケットに、ジップブーツカットのデニムという軽装。まだあどけなさの残る少年の面影もある。長い髪は猫毛を連想させるやわらかい質感を持ち、軽くうねっている。透き通るほど艶やかな色白の細面とあいまって、中性的な印象を漂わせる。目は涼しく、鼻はつんと高く、知性溢れる顔つきを構成している。脚も長い。ディンキータイプのエレキギターを持ち歩き、付近にアンプも見当たらないが、アコースティック・ギターそのものの音色が響く。控えめな性格でミツコにやさしく接する。そのジローの姿は、ロボットの有機ELの表面に映し出された3D映像である。実体は、医療救護救難用ロボットで青色のゼロダイバーと、戦闘用ロボットである赤色のフュージティヴ・フロム・ヘル（地獄からの逃亡者）を半身ずつ結合させた唯一無二のロボットである。フュージティヴ・フロム・ヘルはプロトタイプが太陽電池を動力にしていた為、ソーラーパネルを内蔵する関係で頭部がクリアパーツになっているが、半身ずつ結合したキカイダーでは頭部の半分だけがクリアパーツである。キカイダーの実際の動力は小型原子炉である。
光明寺ミツコ
19歳。光明寺信彦の娘で青山学院大学に通う。内気で夢見がちなところがあり、乙女ゲームにハマる。柔らかな毛先のカールと丸みのあるシルエットを持ったボブスタイル、色白のあどけない顔。瞳が人形のように大きく、鼻筋が通っていて、アヒル口ぎみ。服装は白のシフォンブラウス。友達は少ないがアニメ好きで、コスプレイベントではキュアハートの扮装をして出かけた。研究に没頭してばかりの父に反感を抱いている。ジローに恋心を抱く。
光明寺マサル
小学四年。丸顔に髪を長めに伸ばしているせいか、少しばかり女の子めいてもいる。ほっそりとした身体つき。姉のミツコが出席したコスプレイベントに同行した際にはルフィのコスプレをした。ジローを兄のように慕う。
光明寺博士（光明寺信彦）
マサチューセッツ工科大の客員教授、ロボット工学のみならず医学の権威でもある。45歳、神経質そうなところがある面持ちに七三分けの髪は、堅物の科学技術者そのものという印象を漂わせるが、ギターやトランペットなどしゃれた趣味も持ち合わせる。開発の合間にひとり研究所を抜け出し、ホットドッグ屋でバイトをしたり、警備員の制服を着て大学のエントランスに立ち同僚を驚かせたりする、ジョーク好きの気さくな男でもある。モーターに代わり、70パーセント以上の伸縮率を持つマイクロコイル内蔵形状記憶合金を素材とした、筋肉と同様に伸縮自在な人工筋肉アクチュエータを開発。人間と同様に敏捷な身体能力を発揮する二足歩行ロボットを実現した。ゼロダイバーとフュージティヴ・フロム・ヘルを作ると見せかけ、ダークから開発予算を得て、キカイダーを作り出す。
服部半平
自ら調査会社を経営する私立探偵。年齢は三十代半ば、痩せた身体つきと、長めに伸ばした髪に馬面。目に覇気がなく、無精ひげが生え、ネクタイも歪んでいる。麻のスーツは皺だらけで、着こなしもだらしない。本人は服装を気にかけているようすもなく、どことなく飄々とした雰囲気をまとっている。金のためだけに光明寺信彦失踪の謎を追い、ミツコに依頼人になってもらおうと付きまとうが、やがて正義に目覚めていく。うだつがあがらない外見だが、実際には観察眼と機転、行動力を持ち推理力も備えている。
プレジデント・ギル（アレクサンドル・ポマレンコ）
黒のベルベッド地を用いた、着物をアレンジした和風の衣服。長い袖丈を持ち、裾は足首までもすっぽりと覆う黒ずくめながら、腰にはアンドロイドマンと揃いのデザインをなす赤いベルトを巻いている。年齢は40代後半にもかかわらず、グランジ・スタイルのロッカーのごとく髪と髭を伸び放題にし、染めることもなく白髪になるにまかせているせいか、ひどく老けて見える。痩せこけて頬骨が浮きあがった顔が、高齢な印象にいっそうの拍車をかける。ぎょろりと剥いた目は、ロボット以上に作り物めいていて、生気の宿らない瞳がかえって強烈な眼力を放つ。マサチューセッツ工科大では光明寺信彦の同期。その後、ロボット開発製造のダーク・マジェスティック・エンジニアリング社を中央区銀座に設立、経済産業省の支援を受ける。
マリ
プレジデント・ギルの秘書。レディススーツに身を包んだスレンダーな体型の女性。外見上の年齢は20代前半、ストレートの黒髪が美しく映えている。目鼻立ちはきりりとして、世界じゅうのいかなるモデルにもひけを取らない、端整なルックスを誇っている。ひどく無愛想で、常に仏頂面である。ジローと同様に有機ELによる立体映像で仮の姿を得ているにすぎず、正体は光明寺がごく最近に開発した高性能アンドロイドである。
サブロー/ハカイダー
カワサキの750に似た、あらゆるパーツにメッキを施し、シートまでがシルバーメタリックの光沢を放つバイク(ホワイトクロウ)に乗る。黒いつなぎを身につけた20代後半。スマートな体型はジローに似ているが、顔つきはまるで異なる。暗がりでも濃いサングラスを外さない。やたらと高い鷲鼻、頑固そうに結ばれた大きな口、幅広の下あごを備える。黒髪はウェーブのかかったウルフスタイルにまとめ、前髪は流して目にかからない程度、襟足を跳ねさせている。やはり有機ELによる仮の姿で、実体のハカイダーは、フュージティヴ・フロム・ヘル改良強化量産型第一試作モデルである。真っ黒な顔に赤い目、頭部は強化ガラスがドーム状に覆っているが、その内部に人体の脳を備える。裃のように胸部の装着物が両肩へと吊りあがり、先端はいずれも尖っている。稲妻を思わせる黄いろのジグザグがスーツを横断し、腰の太い銀のベルトの左側に銃のホルスターが付く。銃身八インチのコルトパイソン・リボルバーに外観を似せたハカイダーショットなる新式銃は、濃縮された液体酸素とエタノールを燃料とし、ジェット噴射で飛ぶ弾丸にはそれぞれに超小型の追尾機能を備える。ロックオンしてトリガーを引けば、銃身がどこを向いていても必中する。足もとはライダー風のブーツ。
鹿沢康典
ダーク・マジェスティック・エンジニアリングで技術監事部門を統括する立場。保身を気にする管理職で、光明寺信彦の企みを見抜けず、ゼロダイバーとフュージティヴ・フロム・ヘルの開発を承認してしまい、キカイダーの誕生を容認してしまった。
池井慎司
服部半平の助手で、調査会社のただ一人の社員。チェックのシャツにデニム姿の青年。留守しがちな服部に代わり、いつも雑務に追われている。
阿島
歌舞伎町のロボットレストランで光明寺信彦失踪の情報を服部半平に売った情報屋。ガセネタも売ろうとする。
秋元ユウコ
ミツコの数少ない友達。ミツコとは対照的に遊び歩く性格で、渋谷の夜のイベントに誘う。
須城靖俊
警視庁捜査一課の捜査員を装うが、実際にはダーク・マジェスティック・エンジニアリングの警務部に採用されるため、プレジデント・ギルが資本提携する南米の傭兵機関ジス＝テアスドで二年以上、実銃を用いた訓練義務に耐えた強者。過去の成績優秀者、上位十人に名を連ねていた。生身の人間である。
沼浦、徳塚、藤永、菊津、羽川、堀辺亮、飯橋幹夫、江岡、荻竹
光明寺信彦と共にダーク・マジェスティック・エンジニアリングから逃亡した技術者たち。
米盛清隆
光明寺信彦と彼の班の技術者たちが姿を消した後、開発部のチーフに急きょ昇進。ハカイダーの起動実験を任されるが失敗。
永田医師
東京宕真大学の附属病院の外科医で、光明寺信彦を師を仰ぎ、それ故にユウコの治療を優先的に行う。
老婦（本名不詳）
マリを迎えに来た正体不明の存在。シャドウから使わされた。
光明寺タロー、光明寺夫人（本名不詳）
光明寺信彦の死去した長男と妻。

## ダークロボット
アンドロイドマン
格闘戦と歩兵活動にのみ特化した単純身体能力を備える量産型。生産コストはダーク破壊部隊の20分の1。赤い覆面が頭部をすっぽり覆っている。左右には焔のような棘が三本ずつ、斜め上方へと伸びている。ウェットスーツに似たグレーのつなぎ、腰にはマスクと揃いの両翼がついた赤いベルト、手袋も同色。なぜか足もとだけはスニーカー。槍や薙刀を持つ。
グレイサイボーグ
ダーク破壊部隊の戦闘用ロボット。身長2メートル、体重138キロ。チタン製の鎧に覆われた身体から発生する馬力がジェットエンジンの出力を優に越える。二本ずつの腕と脚を備えるヒューマノイド・ロボットながら、鼻先に上方へと歪曲したダイヤモンド製の角を備え、体当たりで岩をも砕く。右手はひときわ太いドリル、左手の先は三本爪のアームになっていた。たった一体で世界じゅうのダムを破壊してまわれる。
オレンジアント
二足歩行だが、蟻と同じく頭部、胸部、腹部の中間部がそれぞれ大きくくびれた体型。昆虫のなかでも蟻にのみ存在する腹柄節を、人工筋肉アクチュエータにより再現し連結している。狭い地中での活動を容易にするための機能でもある。巨大な複眼はそれぞれにレンズを持つ視覚センサーが1万個ずつ備わり、蜂の巣のように集合した人工器官として機能する。腕は細く、多様なアタッチメントを接続することで豊富な掘削能力を備えている。
グリーンマンティス
身の丈2メートル近くに達する緑いろのカマキリ型戦闘ロボット。二足歩行で直立しているが、右腕は巨大な鎌、左腕は長い鞭。顔は逆三角形をなし、一対の大きな複眼と三つの単眼を持つ。触角は細長く斜め上方に伸びている。
イエロージャガー
全身豹柄、豹の頭部を持つ。尻尾から重油とゲル化ガソリン、圧搾ガスの混合物を点火後噴出する火炎放射が武器。
カーマインスパイダー
蜘蛛のような4本の歩脚と一対の触肢を顔から生やすおぞましい容姿。口から白い糸を吐き出す。
サソリブラウン
オレンジアントと同じく光明寺信彦が地中活動用に開発したロボットだが、現在では破壊部隊の一員。二足歩行の直立型ながら、サソリそのものの外見を備える。頭胸部と腹部のあいだにくびれはなく寸胴、腹部からは長い尾部が伸びる。その尾部は節に分かれ反り返っている。最後の節は膨らみ、曲がった毒針がついている。両手は巨大なハサミ。鋏角は短く、可動爪の触肢が長く発達している。
白骨ムササビ
身体は猛禽類の化石そのもので、全身の骨が剥きだしになっている。左右それぞれに、腕と脚のあいだに飛膜と呼ばれる翼があり、広げることでグライダーのように滑空が可能。エアークラフトの推力も有し、空を飛ぶロボットのなかでは最速の性能を持つ。
ブルーバッファロー
アメリカ・バイソンに凄みを加えた顔つき。頭部から左右に大きな角を生やす。腕も脚も太く、ずんぐりしたボディは10万ボルトの電撃や200トンもの鉄球攻撃にも耐える。
ブルスコング
巨大なブルドックの顔を持ち、棘の生えた首輪と腕輪を巻いた凶暴な戦闘ロボット。
アオタガメ
縦に長い楕円の胴体に鋭利な角を生やし、右手には車をも掴み上げるほどのサイズの二本の爪を持つ。
ブラックホース
頭部は馬で、顔の両側に目が位置するため幅広い視野を持つ。人間と同様の直立姿勢だが、両手両足に蹄を有し、後頭部から背にかけて鬣をなびかせる。全長一メートルほどもある巨大なＵ字型の蹄鉄を投げて攻撃してくる。
ヒトデムラサキ
身長186センチ。直立二足歩行で外見はヒトデ。胴体および腕と脚に横縞模様が走っている。顔らしい顔はなく、身体の中心に独眼を持つのみ。

## 用語
ダーク・マジェスティック・エンジニアリング
プレジデント・ギルが設立した、中央区銀座に本社を持つ巨大なロボット開発製造企業。表向きは非武装ロボットを販売しているが、実際には戦闘ロボットを輸出しているのは各国にとって周知の事実。
仮想生命
第八世代コンピュータを電子頭脳に持つすべてのロボットが備える複雑な感情。
シャドウ
ダークの崩壊寸前、マリを迎えた謎の新組織。